# 穆建
穆建（？—？），字晚兴，鲜卑姓丘穆陵氏，河南郡洛阳县（今河南省洛阳市东）人，北魏、东魏官员。

## 生平
穆建旷达坦率，很是喜欢文学和史学，以秘书郎为起家官，略微升任直阁将军，兼任武卫将军。穆建娶尔朱荣的妹妹，所以穆建经常依附尔朱荣。尔朱荣进入洛阳后，穆建出任镇东将军、金紫光禄大夫、征北将军，封济北郡开国公，后来升任散骑常侍、车骑大将军、左光禄大夫、兼任尚书北道行台、代理并州刺史。尔朱兆与尔朱世隆拥立元晔为皇帝后，穆建兼任尚书右仆射，很快转任侍中、骠骑大将军。魏孝武帝末年，穆建以骠骑大将军的身份加仪同三司，外任洛州刺史。天平年间，穆建因事获罪，在五原城北自杀。

## 家庭

### 祖父
- 穆平国，北魏驸马都尉、侍中、中书监、太子四辅、宜都王

### 父亲
- 穆罴，北魏侍中、镇北将军、中书监、魏郡公

### 兄弟
- 穆衍，代理云州刺史、新兴县开国子

### 夫人
- 尔朱氏，北魏散骑常侍、平北将军、秀容第一领民酋长、西河简王尔朱新兴之女

### 子女
- 穆千牙，东魏开府祭酒